# Brenon
Brenon là một xã, thuộc tỉnh Var trong vùng Provence-Alpes-Côte d’Azur, Pháp. Xã này có diện tích 5,59 km², dân số năm 2006 là 27 người. Xã này nằm ở khu vực có độ cao trung bình 900 mét trên mực nước biển.
| Năm | 1962 | 1968 | 1975 | 1982 | 1990 | 1999 | 2004 | 2006 |
| --- | ---- | ---- | ---- | ---- | ---- | ---- | ---- | ---- |
| Dân số | 13   | 15   | 15   | 16   | 14   | 22   | 26   | 27   |
| From the year 1962 on: No double counting—residents of multiple communes (e.g. students and military personnel) are counted only once. |      |      |      |      |      |      |      |      |